# Улица Бонч-Бруевича (Санкт-Петербург)
У́лица Бонч-Бруе́вича — улица в Центральном районе Санкт-Петербурга. Проходит от Смольного проспекта и Ярославской улицы до Тульской улицы. Далее продолжается Новгородской улицей.

## История
До января 1964 года являлась частью улицы Красного Текстильщика, была выделена из неё во время реформирования территории возле Большеохтинского моста вместе с Новгородской улицей. Названа в честь писателя и историка Владимира Дмитриевича Бонч-Бруевича (в отличие от института Бонч-Бруевича, названного в честь физика).

## Здания
- В доме 1 В находилось (с 2003 по 2022) Генеральное консульство Украины.
- В доме 3 находится отделение посольства Республики Беларусь.

## Транспорт
Ближайшая к улице Бонч-Бруевича станция метро — «Чернышевская», расстояние по прямой — 1750 м.
Улица является частью троллейбусного оборота «Суворовский проспект — Лафонская улица — улица Бонч-Бруевича — Тульская улица — Суворовский проспект», используемого рядом троллейбусных маршрутов.
С 1929 года до начала 1950-х годов на улице существовала трамвайная линия для связи Смольного проспекта и Новгородской улицы. После постройки Охтинской прорезки, трамвайные пути были перенесены со Смольного проспекта на неё; таким образом, надобность в линии отпала.